# Selenozyma peltata
Selenozyma peltata är en svampart som först beskrevs av Yarrow, och fick sitt nu gällande namn av Yarrow 1977. Selenozyma peltata ingår i släktet Selenozyma, klassen Saccharomycetes, divisionen sporsäcksvampar och riket svampar.   Inga underarter finns listade i Catalogue of Life.